# Armas Jokio
Armas Jokio född 21 februari 1918 i Helsingfors död 12 oktober 1998, var en finländsk skådespelare och operasångare.[källa behövs]
Han är begravd på Malms begravningsplats i Helsingfors.

## Filmografi (urval)
| - Hevoshuijari (1943) - Kalle Aaltosen morsian (1948) - Aaltoska orkaniseeraa (1949) - Kvinnan bakom allt (1951, i finländska avsnittet av episodfilmen) - Flottarkärlek (1952) - Muhoksen Mimmi (1952) - Kipparikvartetti (1952) - Varsovan laulu (1953) - Me tulemme taas (1953) - Lentävä kalakukko (1953) - Pekka Puupää kesälaitumilla (1953) - Hei, rillumarei! (1954) - Majuri maantieltä (1954) - Kaksi vanhaa tukkijätkää (1954) - Taikayö (1954) - Sininen viikko (1954) - Nukkekauppias ja Kaunis Lillith (1955) - Säkkijärven polkka (1955) - Pastori Jussilainen (1955) - Pekka ja Pätkä puistotäteinä (1955) - Pekka ja Pätkä pahassa pulassa (1955) - Kaunis Kaarina (1955) - Helunan häämatka (1955) - Minä ja mieheni morsian (1955) - Ryysyrannan Jooseppi (1955) - Juha (1956) - Rakas varkaani (1957) - 1918 – mies ja hänen omatuntonsa (1957) | - Pekka ja Pätkä ketjukolarissa (1957) - Pekka ja Pätkä salapoliiseina (1957) - Pekka ja Pätkä sammakkomiehinä (1957) - Niskavuori taistelee (1957) - Pikku Ilona ja hänen karitsansa (1957) - Risti ja liekki (1957) - Asessorin naishuolet (1958) - Äidittömät (1958) - Niskavuoren naiset (1958) - Pekka ja Pätkä Suezilla (1958) - Pekka ja Pätkä miljonääreinä (1958) - Kahden ladun poikki (1958) - Kulkurin masurkka (1958) - Lasisydän (1959) - Pekka ja Pätkä mestarimaalareina (1959) - Pekka ja Pätkä neekereinä (1960) - Kankkulan kaivolla (1960) - Molskis, sanoi Eemeli, molskis! (1960) - Tyttö ja hattu (1961) - Me (1961) - Oksat pois... (1961) - Toivelauluja (1961) - Tähdet kertovat, komisario Palmu (1962) - Taape tähtenä (1962) - "Ei se mitään!" sanoi Eemeli (1962) - Villin Pohjolan kulta (1963) - Kiljusen herrasväki (1981) |